# Andrzej Kosmalski
Andrzej Kosmalski (ur. 22 lutego 1950 w Krotoszynie, zm. 10 grudnia 2007 w Warszawie) – polski działacz związkowy, poseł na Sejm X kadencji.

## Życiorys
Od 1972 był zatrudniony w Hucie Miedzi Głogów. W 1980 włączył się w tworzenie struktur zakładowych Niezależnego Samorządnego Związku Zawodowego „Solidarność”, następnie struktur miejskich w Głogowie. W grudniu 1980 został zastępcą przewodniczącego Międzyzakładowej Komisji Robotniczej związku. W czerwcu 1981 podczas obrad zjazdu delegatów NSZZ „Solidarność” województwa legnickiego został wybrany do zarządu delegatury Zagłębie Miedziowe, a następnie powołany na stanowisko jednego z dwóch zastępców przewodniczącego Ryszarda Sawickiego. W czerwcu 1981 był jednym z trzech przewodniczących obrad podczas I walnego zebrania delegatów NSZZ „Solidarność” Regionu Dolny Śląsk. Wszedł w skład zarządu regionu. 13 grudnia 1981 został internowany i osadzony początkowo w ośrodku internowania w Głogowie, a następnie Grodkowie.
Po zwolnieniu 23 listopada 1982 podjął działalność podziemną, był wielokrotnie zatrzymywany, poddawany rewizjom, karany przez kolegia ds. wykroczeń. W 1986 współorganizował Regionalną Komisję Wykonawczą NSZZ „Solidarność” Regionu Dolny Śląsk, został zastępcą przewodniczącego Władysława Frasyniuka. W październiku 1988 organizował wiece załogi Huty Miedzi Głogów i powołał jawny Komitet Organizacyjny NSZZ „Solidarność”. W czerwcu 1989 uzyskał mandat posła na Sejm kontraktowy z listy Komitetu Obywatelskiego. W lipcu 1990 był jednym ze współzałożycieli Unii Demokratycznej. Jako poseł zasiadał w sejmowej Komisji Obrony Narodowej i Komisji Administracji i Spraw Wewnętrznych, gdzie zajmował się rozwiązaniem Służby Bezpieczeństwa, reformą Milicji Obywatelskiego i Wojska Polskiego oraz wyprowadzeniem wojsk radzieckich z terytorium RP. Po 1991 wycofał się z działalności politycznej.
Pochowany na cmentarzu w Wierzchowicach.

## Odznaczenia i wyróżnienia
W 2007 prezydent Lech Kaczyński odznaczył go pośmiertnie Krzyżem Komandorskim Orderu Odrodzenia Polski. W 2020 odznaczony pośmiertnie Krzyżem Wolności i Solidarności. W 2013 wyróżniony pośmiertnie tytułem „Zasłużony dla Miasta Głogowa”. Uhonorowany również Medalem 25-lecia „Solidarności”.